# هاري موسى
هاري موسى (بالإنجليزية: Harry Moses)‏ (13 فبراير 1858 - 7 ديسمبر 1938) هو لاعب كريكت أسترالي. شارك مع منتخب أستراليا الوطني للكريكت.

## وصلات خارجية
- هاري موسى على موقع إي آس بي آن كريك إنفو (الإنجليزية)